# Monero
Monero (від есп. Monero — «монета») — криптовалюта з відкритим вихідним кодом, призначена для анонімних грошових транзакцій.
На відміну від Біткойна, Monero використовує протокол CryptoNote, завдяки якому відбувається обфускація транзакцій.
За даними на грудень 2017 року, Monero входить у десятку криптовалют з найвищою ринковою капіталізацією.

## Історія
Monero була запущена без премайнінгу. Своє ім'я криптовалюта отримала в квітні 2014 року від слова «монета» на мові есперанто. Через кілька тижнів після запуску була створена програма для майнінгу Monero на GPU.
У вересні 2014 року криптовалюта піддалася спланованій атаці, однак атакуючі не зуміли знищити Monero. На думку дослідників, люди, що атакували, добре розбиралися в алгоритмі Дерева Меркла і вихідному коді Monero.
5 січня 2017 року відбувся запланований засновниками криптовалюти Monero «хардфорк».

## Особливості
Monero є програмним забезпеченням з відкритим вихідним кодом. Криптовалюта використовує принцип Proof-of-work («Доказ виконання роботи»).
На відміну від Біткойна, сумарна емісія Monero не обмежена: після початкового випуску 18,4 мільйона Monero, наступний майнінг буде приносити по 0,6 нових monero за кожен двохвилинний блок. Це було зроблено для того, щоб майнери підтримували систему і після завершення основної емісії.
Алгоритм для майнінгу в Monero відрізняється тим, що він активно використовує систему команд AES для мікропроцесорів x86 і велику кількість пам'яті, що робить майнінг на GPU менш ефективним, ніж для Біткойна.

Обфускація транзакцій в протоколі CryptoNote

Головною особливістю Monero є використання протоколу CryptoNote, що працює на основі кільцевих сигнатур. Криптографічна основа протоколу була закладена Рівестом, Шаміром і Тауманом у 2001 році і допрацьована E. Fujisaki і Suzuki K. у 2007 році. Як алгоритм підпису використовується схема EdDSA, запропонована американським математиком Даніелем Бернштайном. На цій основі була додана додаткова обфускація транзакцій.
За рахунок CryptoNote і доданої до протоколу обфускації забезпечується пасивне змішування: всі транзакції в системі є анонімними, і всі учасники системи можуть використовувати правдоподібне заперечення у разі упіймання.

## Видобуток
Monero використовує алгоритм перевірки працездатності RandomX для перевірки транзакцій. RandomX — алгоритм майнінгу, захищений від ASIC. Метод був представлений у листопаді 2019 року для заміни колишнього алгоритму CryptoNightR. Обидва алгоритми були розроблені, щоб бути стійкими до майнінгу ASIC, який зазвичай використовується для майнінгу інших криптовалют, таких як Біткойн. Monero можна досить ефективно добувати на обладнанні споживчого класу, такому як x86, x86-64, ARM і графічні процесори, проектне рішення, засноване на протидії проекту Monero централізації майнінгу, яку створює ASIC майнінг, але це також призвело до популярності Monero серед майнерів, які використовують шкідливі програми без згоди.

## Недоліки
Транзакції Monero займають у середньому у 8 разів більше місця, ніж транзакції Біткойна.
Анонімність транзакцій Monero не є абсолютною. Якщо той, хто атакує, контролює значну частину мережі, то за певного збігу обставин він зможе деанонімізувати частину транзакцій.

## Використання
Monero насамперед використовується для проведення анонімних транзакцій. Для обміну використовують обмінники електронних валют. Крім цього, Monero використовується як валюта в деяких MMORPG, а також в онлайн казино.
Середній час виходу блоку становить близько двох хвилин. Транзакції в мережі Monero дуже дешеві, навіть в моменти пікового навантаження на мережу вони складають всього кілька центів.

## Хардфорки

### Monero Original
6 квітня 2018 року на блоці 1546000 у мережі Monero відбувся хардфорк, який був направлений на захист від майнерів Antminer X3 для криптовалют на базі PoW-алгоритму CryptoNight. Крім того, у новому оновленні було збільшено розмір кілець з 5 до 7.